# Bränntjärnen (Stensele socken, Lappland, 720913-158888)
Bränntjärnen är en sjö i Storumans kommun i Lappland och ingår i Umeälvens huvudavrinningsområde. Sjön har en area på 0,394 kvadratkilometer och ligger 269,2 meter över havet. Sjön avvattnas av vattendraget Tjickuträskbäcken.

## Delavrinningsområde
Bränntjärnen ingår i det delavrinningsområde (720782-158901) som SMHI kallar för Utloppet av Bränntjärnen. Medelhöjden är 280 meter över havet och ytan är 5,32 kvadratkilometer. Det finns inga avrinningsområden uppströms utan avrinningsområdet är högsta punkten. Tjickuträskbäcken som avvattnar avrinningsområdet har biflödesordning 3, vilket innebär att vattnet flödar genom totalt 3 vattendrag innan det når havet efter 221 kilometer. Avrinningsområdet består mestadels av skog (75 procent) och öppen mark (17 procent). Avrinningsområdet har 0,39 kvadratkilometer vattenytor vilket ger det en sjöprocent på 7,4 procent.